# Vestergade (Aarhus)
 For alternative betydninger, se Vestergade. (Se også artikler, som begynder med Vestergade)
Vestergade er en gade i Indre By i Aarhus. Gaden forbinder Vester Allé med Lille Torv ved Aarhus Domkirke. Gaden har fået sit navn, fordi den fører frem til byens tidligere vestlige port, som lå, hvor gaden Vesterport nu ligger.
Vestergade er blandt andet kendt for spillestedet V58 i det gamle bindingsværkskompleks Vestergade 58 fra 1700-tallet. Siden 2008 har gaden desuden været kendt for at afholde en årlig gadefest, hvor en rød løber rulles ud i hele gadens længde.
Vestergade optræder i sangen "Slingrer ned ad Vestergade" fra Gnags' album X.

## Forløb
Vestergade ændrer væsentligt karakter i forbindelse med at den krydser andre gader. Forløbet fra Lille torv fremstår som handelsgade med flere tøjbutikker, optiker, dyrehandler, fastfood-restauranter og med væsentlig trafik fra fodgængere på vej til busknudepunktet Klostertorv/Emil Vetts Passage. Efter krydsningen af Emil Vetts Passage ses kun enkelte specialbutikker på den ene side, men domineres fortrinsvist af Vor Frue Kirke samt et rekreativt udendørsareal med græs, buske, træer, springvand, bænke mm i forbindelse med kirken, og frem til krydsningen af Grønnegade ses fortrinsvis beboelse. Herefter domineres gaden af et livligt cafe og restaurantmiljø med enkelte værtshuse og et supermarked. Forløbet huser også diverse kulturelle institutioner såsom Århus Kunstakademi, gallerier, spillestedet V58 mv.
Efter krydsningen af Vester Allé ses kun en enkelt frisør og er ellers fortrinsvis beboelse.
Efter krydsningen af Janus La Cours Gade forløber gaden henover en overdækning af Aarhus Å omgivet af enkelte grønne områder, samt erhverv. Gaden ophører ved krydsningen af Thorvaldsensgade med henholdsvis bager og supermarked på hjørnerne til Vestergade.
Forlængelsen af forløbet hedder herefter Carl Blochs Gade, som indtil 1944 også omfattede sidste forløb af Vestergade. Indtil 1956 var der her banegård i forbindelse med endestation på Aarhus-Hammel-Thorsø Jernbane. Denne blev i 1902 bevidst ikke videreført op til Aarhus Hovedbanegård da ejerkredsen ville sørge for, at passagererne handlede i købmandsgårdene i Vestergade
56°9′27.28″N 10°12′8.77″Ø / 56.1575778°N 10.2024361°Ø

## Eksterne links
- Wikimedia Commons har flere filer relateret til Vestergade (Aarhus)
- Den officielle hjemmeside for gadefesten på Vestergade Arkiveret 6. juni 2014 hos  Wayback Machine
- Artikel om Vestergade i AarhusWiki